# Игра новца
Игра новца (енгл. Money Monster) је амерички трилер филм из 2016. редитељице Џоди Фостер. Сценаристи су Алан Ди Фјори, Џим Кауф и Џејми Линден. Продуценти филма су Лара Аламедин, Џорџ Клуни, Daniel Dubiecki и Грант Хеслов. Музику је компоновао Доминик Луис.
Глумачку екипу чине Џорџ Клуни, Џулија Робертс, Џек О'Конел, Доминик Вест, Катрина Балф и Џијанкарло Еспозито.
Светска премијера филма је била 13. маја 2016. у Сједињеним Америчким Државама. Буџет филма је износио 27 000 000 долара. Зарада од филма је износила 93 000 000 долара.

## Радња
Игра новца је напети трилер у ком је главни лик Ли Гејтс (Џорџ Клуни), врхунски телевизијски водитељ ког је сопствена емисија о финансијама претворила у чудотворца Вол стрита. Међутим, пошто што свима препоручи куповину високо технолошких деоница које мистериозно пропадну, бесни инвеститор Кајл Бадвел (Џек О'Конел) долази у студио и уживо пред камерама као таоца узима Гејтса и екипу за камере предвођену врхунском продуценткињом Пети Фан (Џулија Робертс). Док се све одвија у правом времену, Гејтс и фан морају да пронађу начин како да преживе и истовремено разоткрију истину иза велике лажи коју крије игра новца. Филм заправо говори о нечему много мрачнијем: на који начин уопште долази до финансијске кризе и како она утиче на обичне људе.

## Улоге
| Глумац              | Улога         |
| ------------------- | ------------- |
| Џорџ Клуни          | Ли Гејтс      |
| Џулија Робертс      | Пети Фан      |
| Џек О'Конел         | Кајл Бадвел   |
| Доминик Вест        | Волт Кемби    |
| Катрина Балф        | Дајана Лестер |
| Џијанкарло Еспозито | Маркус Пауел  |